# Regolatore di tensione
Il regolatore di tensione (in inglese automatic voltage regulator o AVR) è un dispositivo elettronico in grado di regolare automaticamente la tensione ed eventualmente anche la frequenza secondo i valori impostati, i quali in alcuni casi possono essere variati mentre in altri sono vincolati dalle caratteristiche tecniche dell'apparecchio, inoltre a seconda dei casi possono prendere il nome di inverter o alimentatore.

## Applicazioni
Nei sistemi basati sul deviatore di corrente o shunt, tramite un regolatore di tensione si converte la corrente alternata (con frequenza e tensione variabile nel tempo) in corrente continua a tensione costante.
Essi trovano impiego nei generatori sincroni di ultima generazione.
Altre applicazioni riguardano la stabilizzazione di tensioni continue in valori più bassi, come nel caso per esempio dei circuiti di alimentazione per schede elettroniche.

## Produzione
In Italia la produzione di AVR è controllata dalle più importanti case produttrici di alternatori quali Magneti Marelli, Meccalte e Ducati energia, mentre la produzione di AVR universali, ovvero compatibili con tutti i modelli di alternatori sono commercializzati da Nomis energia e SME elettronica.